# Сингапур на летних Олимпийских играх 2012
Сингапур на летних Олимпийских играх 2012 будет представлен как минимум в пяти видах спорта.

## Награды
| Медаль | Спортсмен                      | Вид спорта        | Дисциплина                |
| ------ | ------------------------------ | ----------------- | ------------------------- |
| Бронза | Фэн Тяньвэй                    | Настольный теннис | Женщины, одиночный разряд |
| Бронза | Фэн Тяньвэй Ли Цзявэй Ван Юэгу | Настольный теннис | Женщины, командный разряд |

## Результаты соревнований

### Бадминтон
Спортсменов — 4
Мужчины
| Соревнование     | Спортсмены | Групповой этап              | Групповой этап              | 1/8 финала           | 1/4 финала           | 1/2 финала           | Финал                | Финал                |
| Соревнование     | Спортсмены | 1 матч                      | 2 матч                      | 1/8 финала           | 1/4 финала           | 1/2 финала           | Финал                | Финал                |
| Соревнование     | Спортсмены | Соперник Счёт               | Соперник Счёт               | Соперник Счёт        | Соперник Счёт        | Соперник Счёт        | Соперник Счёт        | Место                |
| ---------------- | ---------- | --------------------------- | --------------------------- | -------------------- | -------------------- | -------------------- | -------------------- | -------------------- |
| Одиночный разряд | Дерек Вонг | Зильберман (ISR) 21-9 21-15 | Йоргенсен (DEN) 14-21 17-21 | Завершил выступление | Завершил выступление | Завершил выступление | Завершил выступление | Завершил выступление |

Женщины
| Соревнование     | Спортсмены              | Групповой этап                             | Групповой этап                         | Групповой этап                   | 1/8 финала                    | 1/4 финала            | 1/2 финала            | Финал                 | Финал                 |
| Соревнование     | Спортсмены              | 1 матч                                     | 2 матч                                 | 3 матч                           | 1/8 финала                    | 1/4 финала            | 1/2 финала            | Финал                 | Финал                 |
| Соревнование     | Спортсмены              | Соперник Счёт                              | Соперник Счёт                          | Соперник Счёт                    | Соперник Счёт                 | Соперник Счёт         | Соперник Счёт         | Соперник Счёт         | Место                 |
| ---------------- | ----------------------- | ------------------------------------------ | -------------------------------------- | -------------------------------- | ----------------------------- | --------------------- | --------------------- | --------------------- | --------------------- |
| Одиночный разряд | Гу Цзюань               | Фасунгова (SVK) 21-5 21-11                 | На (AUS) 21-10 21-7                    |                                  | Чжэн Шаоцзе (TPE) 18-21 10-21 | Завершила выступление | Завершила выступление | Завершила выступление | Завершила выступление |
| Парный разряд    | Шинта Мулия Сари Яо Лэй | Чжэн Вэньсин/Цзе Юйцзинь (TPE) 21-18 15-21 | Какиива/Фудзии (JPN) 21-16 10-21 19-21 | Гутта/Поннаппа (IND) 16-21 15-21 | Завершили выступление         | Завершили выступление | Завершили выступление | Завершили выступление | Завершили выступление |

### Водные виды спорта

#### Плавание
Спортсменов —
В следующий раунд на каждой дистанции проходят лучшие спортсмены по времени, независимо от места занятого в своём заплыве.
Мужчины
| Соревнование     | Спортсмен | Предварительные заплывы | Предварительные заплывы | Полуфиналы | Полуфиналы | Финал     | Финал |
| Соревнование     | Спортсмен | Результат               | Место                   | Результат  | Место      | Результат | Место |
| ---------------- | --------- | ----------------------- | ----------------------- | ---------- | ---------- | --------- | ----- |
| 200 м баттерфляй |           |                         |                         |            |            |           |       |

Женщины
| Соревнование        | Спортсмен | Предварительный раунд | Предварительный раунд | Полуфинал | Полуфинал | Финал     | Финал |
| Соревнование        | Спортсмен | Результат             | Место                 | Результат | Место     | Результат | Место |
| ------------------- | --------- | --------------------- | --------------------- | --------- | --------- | --------- | ----- |
| 400 м вольный стиль |           |                       |                       |           |           |           |       |

### Гимнастика
Спортсменов —

#### Спортивная гимнастика
Женщины
| Соревнование          | Спортсмен | Вольные упражнения | Вольные упражнения | Бревно | Бревно | Брусья | Брусья | Опорный прыжок | Опорный прыжок | Абсолютное первенство | Абсолютное первенство |
| Соревнование          | Спортсмен | Очки               | Место              | Очки   | Место  | Очки   | Место  | Очки           | Место          | Очки                  | Место                 |
| --------------------- | --------- | ------------------ | ------------------ | ------ | ------ | ------ | ------ | -------------- | -------------- | --------------------- | --------------------- |
| Абсолютное первенство |           |                    |                    |        |        |        |        |                |                |                       |                       |

### Настольный теннис
Спортсменов — 4
Соревнования по настольному теннису проходили по системе плей-офф. Каждый матч продолжался до тех пор, пока один из теннисистов не выигрывал 4 партии. Сильнейшие 16 спортсменов начинали соревнования с третьего раунда, следующие 16 по рейтингу стартовали со второго раунда. 
Мужчины
| Соревнование     | Спортсмены   | Квалификация       | Первый раунд       | Второй раунд                  | Третий раунд              | 1/8 финала              | Четвертьфинал        | Полуфинал            | Финал                | Место |
| Соревнование     | Спортсмены   | Соперник Результат | Соперник Результат | Соперник Результат            | Соперник Результат        | Соперник Результат      | Соперник Результат   | Соперник Результат   | Соперник Результат   | Место |
| ---------------- | ------------ | ------------------ | ------------------ | ----------------------------- | ------------------------- | ----------------------- | -------------------- | -------------------- | -------------------- | ----- |
| Одиночный разряд | Гао Нин (10) | Не участвовал      | Не участвовал      | Не участвовал                 | Б. Токич (SLO) (63) В 4:0 | Ван Хао (CHN) (2) П 1:4 | Завершил выступление | Завершил выступление | Завершил выступление | 9     |
| Одиночный разряд | Ян Цзы (26)  | Не участвовал      | Не участвовал      | П. Дринкхолл (GBR) (46) П 1:4 | Завершил выступление      | Завершил выступление    | Завершил выступление | Завершил выступление | Завершил выступление | 33    |

Женщины
Одиночный разряд
| Соревнование     | Спортсмены  | Предварительный раунд | Первый раунд       | Второй раунд       | Третий раунд       | Четвёртый раунд    | Четвертьфинал      | Полуфинал          | Финал              |
| Соревнование     | Спортсмены  | Соперник Результат    | Соперник Результат | Соперник Результат | Соперник Результат | Соперник Результат | Соперник Результат | Соперник Результат | Соперник Результат |
| ---------------- | ----------- | --------------------- | ------------------ | ------------------ | ------------------ | ------------------ | ------------------ | ------------------ | ------------------ |
| Одиночный разряд | Фэн Тяньвэй |                       |                    |                    |                    |                    |                    |                    |                    |
| Одиночный разряд | Ван Юэгу    |                       |                    |                    |                    |                    |                    |                    |                    |

### Парусный спорт
Спортсменов — 2
Мужчины
| Класс | Спортсмены | Гонка | Гонка | Гонка | Гонка | Гонка | Гонка | Гонка | Гонка | Гонка | Гонка | Гонка | Очки | Место |
| Класс | Спортсмены | 1     | 2     | 3     | 4     | 5     | 6     | 7     | 8     | 9     | 10    | M     | Очки | Место |
| ----- | ---------- | ----- | ----- | ----- | ----- | ----- | ----- | ----- | ----- | ----- | ----- | ----- | ---- | ----- |
| Лазер |            |       |       |       |       |       |       |       |       |       |       |       |      |       |

Женщины
| Класс        | Спортсмены | Гонка | Гонка | Гонка | Гонка | Гонка | Гонка | Гонка | Гонка | Гонка | Гонка | Гонка | Очки | Место |
| Класс        | Спортсмены | 1     | 2     | 3     | 4     | 5     | 6     | 7     | 8     | 9     | 10    | M     | Очки | Место |
| ------------ | ---------- | ----- | ----- | ----- | ----- | ----- | ----- | ----- | ----- | ----- | ----- | ----- | ---- | ----- |
| Лазер Радиал |            |       |       |       |       |       |       |       |       |       |       |       |      |       |

### Тяжёлая атлетика
Спортсменов — 1
Женщины
| Категория | Спортсмен  | Вес   | Рывок | Рывок | Рывок | Толчок | Толчок | Толчок | Всего | Место |
| Категория | Спортсмен  | Вес   | 1     | 2     | 3     | 1      | 2      | 3      | Всего | Место |
| --------- | ---------- | ----- | ----- | ----- | ----- | ------ | ------ | ------ | ----- | ----- |
| до 53 кг  | Хелена Вон | 52.31 | 55    | 59    | 61    | 67     | 71     | 73     | 134   | 15    |